# Heide Sommer
Heide Sommer, geborene Grenz (* 8. August 1940 in Berlin-Charlottenburg), ist eine deutsche Autorin, Lektorin und literarische Übersetzerin.

## Leben
Sie ist aufgewachsen in Bad Kissingen, ihr Vater war der Komponist und Dirigent Artur Grenz. Nach ihrem Abitur im Jahr 1958 am heutigen Albert-Schweitzer-Gymnasium in Hamburg belegte sie für sechs Monate einen Kurs der Handelsschule, um u. a. Stenografie zu erlernen.
Sommer begann ihre berufliche Karriere 1963 als Sekretärin im Politikressort der Wochenzeitung Die Zeit, wo sie ihren späteren Mann Theo Sommer kennenlernte, mit dem sie bis 1988 verheiratet war. Im Jahr 1965 wurde ihr vom Zeitverlag gekündigt. Im selben Jahr hatte sie die Möglichkeit bekommen, mit Deutsche Jugendreisen das seinerzeit „für Normalsterbliche bislang wenig zugängliche Land“, die Sowjetunion, für zehn Tage kennenzulernen, mit Aufenthalten in Leningrad und Moskau. Im Juli 1966 zog sie nach London und war beim Institute for Strategic Studies unter Vertrag und an der Organisation deren 1966 in Wien stattfindenden Jahreskonferenz beteiligt. Ab der Frankfurter Buchmesse 1966 war sie dann tätig als Sekretärin von Carl Zuckmayer in Saas-Fee in der Schweiz. Zurückgekehrt im Jahr 1967 nach Hamburg, wechselte sie zum Nachrichtenmagazin Der Spiegel und assistierte dort Rudolf Augstein – sie begleitete ihn auch auf seiner Bundestagswahlkampftour 1972 –, Joachim Fest und Günter Gaus. Im Jahr 1982, einen Tag nach dem Misstrauensvotum gegen Helmut Schmidt, trat sie in die Wellingsbütteler SPD ein und hatte „ernstlich vor, bei der SPD mitzumachen“.
In den Jahren 2001 bis 2015 arbeitete sie für Fritz J. Raddatz sowie von 2006 bis 2015 für das Ehepaar Loki und Helmut Schmidt. Im Jahr 2022 arbeitete sie als freie Lektorin und Übersetzerin aus dem Englischen sowie für Klaus von Dohnanyi. Seit 2022 lektoriert sie Werke des Autors Jan C. Behmann.
Im Jahr 2019 erschien ihre Autobiografie Lassen Sie mich mal machen. Fünf Jahrzehnte als Sekretärin berühmter Männer im Ullstein Verlag, Berlin. Markus Barth urteilte in der Frankfurter Allgemeinen Zeitung, Sommer sei ein zeitgeschichtlich spannendes Buch gelungen, sie habe ihrem Beruf ein kleines Denkmal gesetzt.

## Privates
Sommer war von 1976 bis 1988 mit dem ehemaligen Chefredakteur der Zeit, Theo Sommer, verheiratet und hat mit ihm zwei gemeinsame Söhne, geboren 1974 und 1975. Sommer wohnt in Wacken.

## Veröffentlichungen

### Eigene Werke
- Lassen Sie mich mal machen. Fünf Jahrzehnte als Sekretärin berühmter Männer. Ullstein Verlag, Berlin 2019, ISBN 978-3-550-20016-8.

### Übersetzungen

#### Theaterstücke und Drehbücher
- Steve Waters: Nach den Göttern. Schauspiel in vier Akten. Whale Songs Communications Verlagsgesellschaft, Hamburg 2002.[17]
- Martin Blank: Pollard. Politthriller in zehn Bildern. Whale Songs Communications Verlagsgesellschaft, Hamburg 2003.[18]